# Mount Reed
Mount Reed är ett berg i Antarktis. Det ligger i Östantarktis. Australien gör anspråk på området. Toppen på Mount Reed är 1 142 meter över havet.
Terrängen runt Mount Reed är platt åt sydost, men åt nordväst är den kuperad. Trakten är obefolkad. Det finns inga samhällen i närheten.